# Gabon ai Giochi della XXXII Olimpiade
Il Gabon ha partecipato ai Giochi della XXXII Olimpiade, che si sono svolti a Tokyo, Giappone, dal 23 luglio al 8 agosto 2021 (inizialmente previsti dal 24 luglio al 9 agosto 2020 ma posticipati per la pandemia di COVID-19) con 5 atleti in 4 discipline.

## Delegazione
| Sport            | Uomini | Donne | Totale |
| ---------------- | ------ | ----- | ------ |
| Atletica leggera | 1      | -     | 1      |
| Judo             | -      | 1     | 1      |
| Nuoto            | 1      | 1     | 2      |
| Taekwondo        | 1      | -     | 1      |
| Totale           | 3      | 2     | 5      |

## Risultato

### Atletica leggera
Maschile
Eventi su pista e strada
| Atleta      | Evento | Batteria  | Batteria  | Semifinale | Semifinale | Finale          | Finale          |
| Atleta      | Evento | Risultato | Posizione | Risultato  | Posizione  | Risultato       | Posizione       |
| ----------- | ------ | --------- | --------- | ---------- | ---------- | --------------- | --------------- |
| Guy Maganga | 100 m  | 10"61     | 2º Q      | 10"77      | 8º Q       | Non qualificato | Non qualificato |

### Judo
| Atleta              | Evento          | Preliminari          | 16-esimi             | Ottavi               | Quarti               | Semifinali           | Ripescaggio          | Finale               | Pos.            |
| Atleta              | Evento          | Avversario Punteggio | Avversario Punteggio | Avversario Punteggio | Avversario Punteggio | Avversario Punteggio | Avversario Punteggio | Avversario Punteggio | Pos.            |
| ------------------- | --------------- | -------------------- | -------------------- | -------------------- | -------------------- | -------------------- | -------------------- | -------------------- | --------------- |
| Sarah Myriam Mazouz | 78 kg femminile | N.D.                 | Pacut P 00–01        | Non qualificata      | Non qualificata      | Non qualificata      | Non qualificata      | Non qualificata      | Non qualificata |

### Nuoto
| Atleta     | Evento                      | Batterie | Batterie  | Semifinali      | Semifinali      | Finale          | Finale          |
| Atleta     | Evento                      | Tempo    | Posizione | Tempo           | Posizione       | Tempo           | Posizione       |
| ---------- | --------------------------- | -------- | --------- | --------------- | --------------- | --------------- | --------------- |
| Adam Mpali | 50 m stile libero maschili  | 27"66    | 68º       | Non qualificato | Non qualificato | Non qualificato | Non qualificato |
| Aya Mpali  | 50 m stile libero femminili | 32"24    | 77ª       | Non qualificata | Non qualificata | Non qualificata | Non qualificata |

### Taekwondo
| Atleta        | Evento          | Qualificazioni       | Ottavi               | Quarti               | Semifinali           | Ripescaggio          | Finale / FB          | Pos.            |
| Atleta        | Evento          | Avversario Punteggio | Avversario Punteggio | Avversario Punteggio | Avversario Punteggio | Avversario Punteggio | Avversario Punteggio | Pos.            |
| ------------- | --------------- | -------------------- | -------------------- | -------------------- | -------------------- | -------------------- | -------------------- | --------------- |
| Anthony Obame | +80 kg maschile | Bye                  | Trajkovič P 5–26     | Non qualificato      | Non qualificato      | Non qualificato      | Non qualificato      | Non qualificato |